# 南華南蛇藤
南華南蛇藤（学名：Celastrus hindsii），又名青江藤、夜茶藤、黄果藤，是卫矛科南蛇藤属的植物。分布于印度、越南、马来西亚、缅甸、台湾岛以及中国大陆的云南、湖南、广西、四川、西藏、海南、江西、湖北、广东、贵州、福建等地，生长于海拔300米至2,500米的地区，一般生于灌丛中和山地林中，目前尚未由人工引种栽培。